# Platyrhacus laticollis
Platyrhacus laticollis är en mångfotingart som beskrevs av Pocock 1894. Platyrhacus laticollis ingår i släktet Platyrhacus och familjen Platyrhacidae. Inga underarter finns listade i Catalogue of Life.